# Яцунь Олександр Михайлович
Яцунь Олександр Михайлович — кандидат економічних наук, Заслужений працівник освіти України, профспілковий лідер, волонтер.
Народився 8 квітня 1965 р. у с. Романківці Сокирянського району Чернівецької області, в родині службовців.
Після служби в армії Олександр Михайлович вступив на підготовче відділення Київського технологічного інституту харчової промисловості (нині Національний університет харчових технологій), де навчався з 1988 по 1993 рік. З 1999 року заступник проректора з адміністративно-господарської роботи та соціальних питань Українського державного університету харчових технологій (НУХТ).
З 1996 р. по 1999 р. навчався в аспірантурі. Плідно займається науковою діяльністю, з 2001 року старший викладач, доцент кафедри менеджменту Національного університету харчових технологій. Проблемі харчування дітей присвячена його дисертація «Перспективні напрямки та прогнозування розвитку підприємств індустрії дитячого харчування». Її мета - розробка концептуальних засад функціонування підприємств індустрії дитячого харчування в умовах соціально орієнтованої економіки та обгрунтування перспективних напрямків їх розвитку.
Олександр Яцунь пов'язав своє життя не лише з освітньо-науковою діяльністю, а й з соціально-економічним захистом прав та гарантій освітян. З 1992 р. займає виборні посади в організаціях Профспілки. Зарекомендував себе як відповідальний лідер, з притаманною йому емпатією, здобув довіру у людей.
Талановитий і компетентний організатор, вміє знаходити компромісні рішення при вирішенні спірних питань, наполегливий у досягненні мети. Завдяки зусиллям Київської міської організації Профспілки працівників освіти і науки України та її лідера Олександра Яцуня з 2007 року усім освітянам столиці виплачується муніципальна стимулююча надбавка за складність і напруженість у роботі в розмірі 20% посадового окладу, керівникам - 50 посадового окладу.
Свої обов’язки завжди виконує сумлінно на високому професійному рівні, постійно проявляє турботу про соціальні потреби та інтереси освітян, докладає багато організаторських зусиль у справі згуртування профспілкових організацій, створенні сприятливого клімату в первинних організаціях. Багато робить для позитивного іміджу Київської міської організації Профспілки працівників освіти і науки України.
Приймав активну участь у робочих групах по розробленню законопроектів “Про освіту”, “Про повну загальну середню освіту”, доопрацюванню законопроекту "Про вищу освіту".
З 2014 під час АТО Олександр Яцунь ініціює гуманітарну допомогу 12 окремому батальйону територіальної оборони м. Києва за що в 2016 році отримав медаль «За заслуги перед ЗСУ» (№ 162 від 21.04.2016 р.) від начальника генерального штабу генерал армії України В. М. Муженка.
З перших днів широкомасштабної агресії російських окупантів проти України профспілка набуває ознак волонтерства.
Системна підтримка українських військових триває з початку війни. За цей час нашим захисникам передано засоби РЕБ, медичне спорядження, автомобільну і комп’ютерну техніку, ремонт пошкодженої техніки, портативні зарядні комплекси та зарядні станції, генератори, пічки для обігріву, індивідуальні засоби обігріву тощо. В останні 3 роки за ініціативи Олександра Яцуня українським підрозділам було передано 340 ударних і розвідувальних дронів на загальну суму понад 24 млн. грн. Серед підрозділів ЗСУ слід назвати 152 окрему єгерську бригаду, 112 і 241 бригади ТрО, ДПСУ, 12 бригаду “Азов” тощо.
Голова Профспілки освітян м. Києва дбає і про сім’ї освітян де є загиблі і поранені, а також про освітян переселенців.
За вагомий особистий внесок у підтримку українських військових, свою громадянську позицію, відповідальність лідера, чуйність і доброзичливість заслужив повагу і авторитет серед освітян Києва і військових ЗСУ.
За організацію системної допомоги підрозділам ЗСУ Олександр Яцунь нагороджений:
- Нагрудним знаком "За сприяння обороні Києва" (№ 726 від 12.12.2022 р.) Київський міський голова Віталій Кличко.
- Медаллю «За сприяння Збройним Силам України» (№ 75 від 23.01.2023 р.) Міністр Оборони України Олексій Резніков.
- Почесним нагрудним знаком «За сприяння війську» (№ 2032 від 04.09.2023 р.) Головнокомандувач збройних сил України генерал В. Ф. Залужний.
- Медаллю «За співпрацю» (від 27.02.2025 р.) Голова ДПСУ, генерал-лейтенант Сергій Дейнеко.
- Подяками та Грамотами від військових підрозділів Збройних Сил України.
- Подякою від Організації солдатських матерів України.
Олександр Михайлович є членом Спілки ректорів України та Національної спілки журналістів України.
22.05.2025 р. Олександра Яцуня обрали головою Київської міської організації Профспілки працівників освіти і науки України на наступний термін.